# Dōjin Work
Dōjin Work (ドージンワーク, Dōjin Wāku) é uma série japonesa de yonkomas escrita e ilustrada pelo mangaka Hiroyuki. A história gira em torno de uma garota chamada Najimi Osana que está prestes a fazer sua estreia no mundo dōjin, com a ajuda dos seus amigos mais experientes. Os aspectos de como é ser um artista dōjin são temas comuns ao longo da história. O mangá foi divulgado pela primeira vez na revista seinen japonesa Manga Time Kirara Carat em 28 de novembro de 2004, publicada por Houbunsha. Desde então, o mangá foi divulgado também em outra duas revistas da mesma empresa, Manga Time Kirara e Manga Time Kirara Forward. A divulgação da série terminou primeiro na Manga Time Kirara em 9 de fevereiro de 2008. Um anime adaptado da série foi ao ar na Chiba TV no Japão entre 4 de julho e 19 de setembro de 2007.[carece de fontes?]

## Enredo
Doujin Work conta a história de uma jovem chamada Najimi Osana e sua revelação no mundo dōjin. De início ela foi atraída para ser uma artista dōjin depois de ver as habilidades de um de seus amigos. Najimi adora desenhar, embora mais tarde ela aprende que esse mundo não é bem o que ela imaginava. Assim que ela participa de mais conferências e conhece mais pessoas, Najimi eventualmente encontra um grupo de amigos muito interessante. Esses amigos já têm uma certa experiência no ramo e ajudam-na na sua carreira para que um dia ela possa ser famosa na criação de dōjinshis.

## Personagens
Najimi Osana (長菜なじみ, Osana Najimi)
Najimi é uma estudante inocente que, após perder o trabalho, decide mudar de área e começa a criar dōjinshis, ou mangás feitos por fãs. Ela fica inspirada depois de ver sua amiga Tsuyuri vender seu dōjinshi num festival de humor, e depois de encontrar de novo seu amigo de infância, Justice, que também é um artista dōjin. Seu círculo dōjin é chamado Beauty Love House, e Najimi usa o pseudônimo Beauty Love quando escreve seus dōjinshis. Ela fica facilmente envergonhada quando ela se encontra com pessoas quando está vendo conteúdo inapropriado. O nome Najimi Osana é um trocadilho do termo japonês osananajimi (幼馴染), que significa "amigo de infância".
Tsuyuri (露理)
Tsuyuri é uma artista dōjin, e cria seus dōjinshis usando o pseudônimo Bloomer Girl (ブルマ子, Burumako). Ela é a única membra do seu círculo dōjin chamado Revolução Pulsante. Seus dōjinshis consistem principalmente de mangás violentos.
Justice (ジャスティス, Jasutisu)
Justice é um artista dōjin muito popular que vende milhares de dōjins num único evento, apesar de não ganhar muito dinheiro por causa do custo de produção e pelo preço baixo que ele vende suas obras. Ele é amigo de infância de Najimi. Ele aparenta ser muito protetor com Najimi, até o ponto de ficar muito perturbado quando outra pessoa chega muito perto dela. Tsuyuri diz que Justice é uma "figura paterna" quando ele é superprotetor com Najimi quando Junichirō quis convidá-la para sair. No anime, é mostrada uma "relação infantil" entre ele e Sōra, entretanto, no mangá, é exibida uma relação praticamente pedófila entre os dois, incluindo ficar "tenso" e querer esfregá-la quando ela cai e suas roupas íntimas ficam expostas. Ele até ficou maluco depois de ver a calcinha dela (depois da declaração de amor de Sōra e o beijo; antes disso, vê-las não causava efeito algum nele), que "mesmo a dor… é transformada num sentimento de prazer". Nunca é completamente especificada a relação entre eles, já que Justice aparenta sentir alguma coisa por Najimi, mas ele declara seu amor por Sōra frequentemente.
Sōra Kitano (北野ソーラ, Kitano Sōra)
Sōra é uma garota que é raramente vista longe do Justice. Sem dúvida ela é a personagem mais jovem, já que Justice, Tsuyuri e Najimi são alunos do colegial, e Sōra é a única que aparenta ser muito nova para participar nas buscas de dōjinshis de Justice. Sua relação com Justice é frequentemente representada como algo inapropriado, e foi mencionado que ele faz todas as roupas que Sōra veste. Ela também deu seu primeiro beijo no Justice, que ele rapidamente descobre que é o seu primeiro beijo também. Sōra declarou seu amor pelo Justice várias vezes, e que se casará com ele. Ela quer juntar Najimi e Junichirō para que Najimi não atrapalhe sua relação com o Justice.
Junichirō Hoshi (星純一郎, Hoshi Junichirō)
Junichirō é um jovem na mesma faixa etária de Najimi, quem ele encontra pela primeira vez numa loja de jogos adultos enquanto ela estava comprando um jogo para ajudá-la a desenhar seu dōjinshi. Mais tarde ele se torna o primeiro cliente da Najimi, mesmo que ele seja o único cliente no momento. Quando Najimi consegue um trabalho num restaurante, ele aparece todo dia, o que faz Justice acreditar que ele é um caçador à espreita, já que ele apareceu tão de repente. Na verdade ele é apaixonado por ela, e tem que persistir contra as palhaçadas de Justice para chegar perto dela.
Kaneru Nidō (二道かねる, Nidō Kaneru)
Kaneru é uma secretária nos seus vinte anos que gosta de desenhar dōjinshis como seu hobby, mas tem pouca habilidade em desenhar e criá-los. Najimi a proclama como sendo sua rival depois que as duas não conseguem vender quase nada no Comic Market. Tsuyuri encoraja essa rivalidade na esperança de fazer Najimi melhorar suas habilidades. Kaneru acha que a relação de Justice e Junichirō com Najimi não é uma rivalidade, e sim um amor yaoi.
Ryūichirō Hoshi (星龍一郎, Hoshi Ryūichirō)
Ryūichirō é o irmão mais velho de Junichirō que trabalha como editor de uma revista mangá. Ele também fica estressado se não conseguir cumprir os prazos no trabalho.

## Adaptações

### Mangá
A série Dōjin Work, escrita e ilustrada por Hiroyuki, foi publicada inicialmente na revista de mangás seinen japonesa Manga Time Kirara Carat em 28 de novembro de 2004, produzida pela Houbunsha. O mangá também apareceu em outra revista de mangás da mesma empresa, a Manga Time Kirara. Iniciando em abril de 2006 com a Manga Time Kirara Forward, o mangá foi publicado lado a lado na Forward e na revista original, Carat. A série de mangás terminou em 9 de fevereiro de 2008, na Manga Time Kirara. Em outubro do mesmo ano, seis volumes encadernados da série foram lançados no Japão.

### Anime
O anime Dōjin Work foi produzido pelo estúdio de animação Remic, e foi ao ar no Japão entre 4 de julho e 19 de setembro de 2007. A série foi dirigida por Kenichi Yatani. O anime tem um makink of depois de cada episódio no qual os dubladores Kimiko Koyama e Momoko Saito tentam criar seus próprios dōjinshis. Devido a esse segmento, cada episódio do anime tem cerca de 40 minutos, incluuindo a abertura e o encerramento, o que significa que o live-action tem em torno de 10 minutos. O anime está licenciado pela Media Blasters, e eles lançaram o primeiro DVD em inglês em 27 de janeiro de 2009.

#### Música
Os temas maxi single de abertura e encerramento, "I~jan! Yūjō" (い～じゃん!友情, lit. "Tudo bem! Amizade") por Maakii and "Yumemiru Otome" (夢みる乙女, lit. "Garotas que sonham") por Mai Mizuhashi, foram lançados pela Media Factory em 25 de julho de 2007. A trilha sonora do anime foi lançada pela Media Factory também, em 21 de setembro de 2007.